# 九拉車車Time Slip—新少年
《九拉車車Time Slip－新少年》，是韓國KBS2一檔以穿越為概念的中秋特別綜藝節目，為試播節目。由忠武路劇反派專業演員金秉玉、口才犀利的金九拉、國民好感藝人車太鉉、初代偶像水晶男孩隊長殷志源、因腦性男魅力受到矚目的防彈少年團隊長Rap Monster，五人共同演出。並且由《兩天一夜》與《我們小區藝體能》的劉正雅導演擔任節目製作導演。
為了向生活在2016年的人們傳達並製造出今日與「過去」的意義，進行「能產生共鳴的時間旅行」的夢想之旅。五名演出者在節目裡將會回到以前的時光，體驗當時的生活、文化與氛圍。

## 收視率
| 集數     | 播出日期      | AGB收視率 | AGB收視率 |
| -------- | ------------- | --------- | --------- |
| 中秋試播 | 2016年9月15日 | 4.6%      |           |

## 外部連結
- 官方網站